# استصلاح البيئة الزراعية

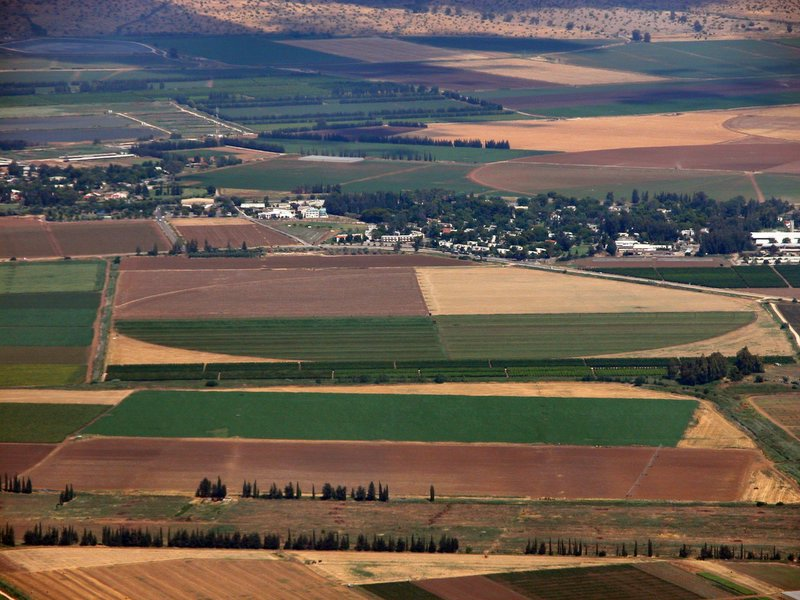
الزراعة في وادي الحولة الزراعة في وادي الحولة Hahola Valley– مشهد من إحدى المناطق الزراعية في الجليل

استصلاح البيئة الزراعية هو ممارسة إعادة دمج النظم الطبيعية مع الزراعة من أجل تحقيق أقصى قدر ممكن من الاستدامة والتنوع البيولوجي والوصول إلى أقصى استفادة من فوائد وخدمات النظام البيئي. وهي مثال لطريقة تطبيق مبادئ علم إيكولوجيا الزراعة (الزراعة البيئية) على النظام الزراعي.

## نظرة عامة
لا يمكن إعادة المزارع إلى حالتها الطبيعية الخالصة وذلك بسبب التأثير الاقتصادي السلبي على المزارعين، ولكن إعادة بعض العمليات في الزراعة مثل: مكافحة الآفات و الحشرات إلى الطبيعة وكذلك أسلوب زراعة أكثر من محصول واحد في نفس الوقت على نفس المساحة من الأرض الزراعية (الزراعة البينية) يجعل المزرعة أكثر استدامة وفي نفس الوقت أكثر جدوى اقتصاديًا. ويعمل الاستصلاح الزراعي البيئي على تحقيق التوازن بين الاستدامة والجدوى الاقتصادية لأن الزراعة التقليدية ليست مستدامة على المدى البعيد دون تكامل النظم الطبيعية ولأن استخدام الأراضي لأغراض الزراعة كان بمثابة القوة الدافعة في خلق أزمة التنوع البيولوجي العالمية الحالية. كما أن جهوده مكملة للحفظ البيولوجي، وليس بديلًا عنه.
«إن التنوع البيولوجي له نفس الأهمية في المزارع وفي الحقول كما هو الحال في وديان الأنهار العميقة أو الغابات السحابية الجبلية.»  (منظمة الأغذية والزراعة للأمم المتحدة 15 من أكتوبر عام 2004).
لطالما كانت الزراعة تخلق نزاعًا على استخدام الأرض بين الحياة البرية والبشر. على الرغم من أن ترويض نباتات المحاصيل حدث قبل 10000 عام، إلا أن زيادة مساحة المراعي والأراضي الزراعية على مدى المائة عام الماضية بنسبة 500٪ أدت إلى فقدان سريع للمساكن الطبيعية.أما في السنوات الأخيرة، أقر المجتمع العالمي بقيمة التنوع البيولوجي في الاتفاقات، مثل الاتفاقية المعروفة عام 1992 عن التنوع البيولوجي.

## إعادة الدمج
إن إعادة دمج النظم الزراعية في نظم طبيعية أكثر سيؤدي إلى انخفاض الإنتاجية وإنتاج نظام أكثر تعقيدًا، ولكن سيكون هناك مكاسب كبيرة في التنوع البيولوجي وخدمات النظام البيئي أو الإيكولوجي.

### التنوع البيولوجي
تقدر منظمة الأغذية والزراعة للأمم المتحدة أن أكثر من 40٪ من مساحة اليابسة على الأرض تُستخدم حاليًا للزراعة. ولأن الكثير من الأراضي قد حولت إلى الزراعة، فإن فقدانَ الموطن أو السكن الطبيعي للكائنات معترف به كقوةٍ دافعة في ضياع التنوع البيولوجي (FAO). غالباً ما يحدث فقدان التنوع البيولوجي في خطوتين، كما هو الحال في الغرب الأوسط الأمريكي، مع إدخال الزراعة المختلطة في المزارع الصغيرة (وهي نوع من الزراعة يتضمن زراعة المحاصيل وتربية المواشي في الوقت عينه)، ثم مع الاستخدام الواسع للزراعة الآلية والزراعة الأحادية بعد الحرب العالمية الثانية.
يمكن الآن إرجاع الانخفاض في التنوع البيولوجي في الأراضي الزراعية إلى التغيرات في ممارسات الزراعة وزيادة الكثافة الزراعية.

### ازدياد عدم التجانس (التنافُر)
وقد تبين أن عدم التجانس هذا يرتبط باختلاف الأنواع. فعلى سبيل المثال، وُجد أن وفرةَ الفراشات تزيدُ من عدم التجانُس. جزء هام من الحفاظ على عدم التجانس في الفراغات بين الحقول المختلفة يتكون من النباتات العائلة التي لا يتم اقتصاصها، مثل هوامش العشب، والأشجار المنخفضة على طول حدود الحقول، والغابات، والبرك، والأراضي البور.
هذه القطع التي تبدو غير مهمة من الأرض ضرورية للتنوع البيولوجي للمزرعة. إن وجود هوامش الحقل يفيد العديد من الأنواع المختلفة: فالنباتات تجذب حشرات الأعشاب، التي تجذب بدورها أنواعًا معينة من الطيور وستجذب تلك الطيور المفترسات الطبيعية لها. كما أن الغطاء (الحماية) الذي توفره النباتات العائلة التي لم يتم اقتصاصها يسمح للكائنات التي تحتاج إلى نطاق واسع بالحركة عبر المناظر الطبيعية والأراضي الزراعية .

### الزراعة الأحادية
في غياب الحماية، تواجه الأنواع منظرًا طبيعيًا يكون موطنها به مقسمًا (مُجزأ) بنسبة كبيرة. كما أن عزل نوع ما إلى موطن صغير لا يستطيع أن يتجول به أو يتركه بأمان يمكن أن يخلق «عنق زجاجة» جينيًا، مما يقلل من قدرة الكائنات على التكيف، ويكون عاملاً آخر يؤدي إلى انخفاض إجمالي عدد هذه الأنواع.
الزراعة الأحادية  ،وهي ممارسة إنتاج محصول واحد على مساحة واسعة، تتسبب في حدوث تجزؤ هذا الانقسام أو التجزؤ.
في الزراعة التقليدية، الزراعة الأحادية، مثل تناوب محاصيل الذرة وفول الصويا المزروعة في مواسم الزراعة بالتناوب، بحيث يمكن إنتاج غلات عالية العائد. بعد ميكنة الزراعة، أصبحت الزراعة الأحادية ممارسة قياسية في تناوب حبوب الذرة، وكان لها آثار واسعة على الاستدامة والتنوع البيولوجي للمزارع على المدى الطويل.
وفي حين تحتفظ الأسمدة العضوية بالمواد المغذية للتربة في النظام الإيكولوجي، فإن إدخال الزراعة الأحادية يُفقد التربة هذه المغذيات فيقوم المزارعون بتعويض تلك الخسارة باستخدام الأسمدة غير العضوية.
و تشير التقديرات إلى أن البشر قد ضاعفوا معدل مدخلات النيتروجين في دورة النيتروجين، ومعظمهم منذ عام 1975. ونتيجة لذلك، تغيرت العمليات البيولوجية التي تحكم طريقة استخدام المحاصيل للمغذيات، وأصبح النيتروجين الناشئ من تربة الأراضي الزراعية مصدرًا للتلوث.

### الزراعة العضوية
يتم تعريف الزراعة العضوية بعبارات رسمية (قانونية) مختلفة من قبل الدول المختلفة، ولكن ما يميزها في الأساس عن الزراعة التقليدية هو أنها تحظر استخدام المواد الكيميائية المصنعة في إنتاج المحاصيل والثروة الحيوانية. في كثير من الأحيان، يشمل أيضًا تناوب المحاصيل المختلفة ويوفر موائل غير مقصوصة للحشرات التي توفر خدمات النظام البيئي، مثل مكافحة الآفات والمساهمة في تلقيح النباتات.
ومع ذلك،من المشجع أن يتبع المزارعون العضويون هذه الأنواع من الممارسات الصديقة للحياة البرية، ونتيجة لذلك، هناك فرق كبير بين خدمات النظام البيئي التي توفرها المزارع العضوية ذات الحجم المماثل والمدارة بشكل مميز.
كما أورد استعراض حديث  ل76 دراسة عن العلاقة بين التنوع البيولوجي والزراعة العضوية ثلاثة ممارسات مرتبطة بالزراعة العضوية التي كانت مسؤولة عن ارتفاع التعداد البيولوجي الموجود في المزارع العضوية مقارنة بالمزارع التقليدية:
1. من المرجح أن يكون لحظر / تقليل استخدام المبيدات الكيماوية والأسمدة غير العضوية تأثير إيجابي من خلال إزالة الآثار السلبية المباشرة وغير المباشرة على النباتات واللافقاريات والفقاريات.
2. إن الإدارة المتعاطفة أو الودية  للنباتات الجانبية (الموائل) غير المحصولية والهوامش الحقلية يمكن أن تعزز التنوع ووفرة النباتات واللافقاريات والطيور والثدييات.
3. من المرجح أن يؤثر الحفاظ على الزراعة المختلطة بشكل إيجابي على التنوع البيولوجي في الأراضي الزراعية من خلال توفير قدر أكبر من عدم التجانس في مجموعة متنوعة من المقاييس الزمنية والمكانية داخل المناظر الطبيعية.[11]